# 이진동 기자의 CSI
《이진동 기자의 CSI》은 대한민국의 TV조선의 프로그램이다. 탐사취재 프로그램이다.

## 방송 시간
- 2013년 1월 27일 ~ 2013년 3월 24일 : 매주 일요일 오후 11시 00분
- 2013년 3월 31일 ~ 2013년 7월 21일 : 매주 일요일 오후 8시 00분